# ペレグリン・バーティー (第2代アンカスター＝ケスティーヴァン公爵)

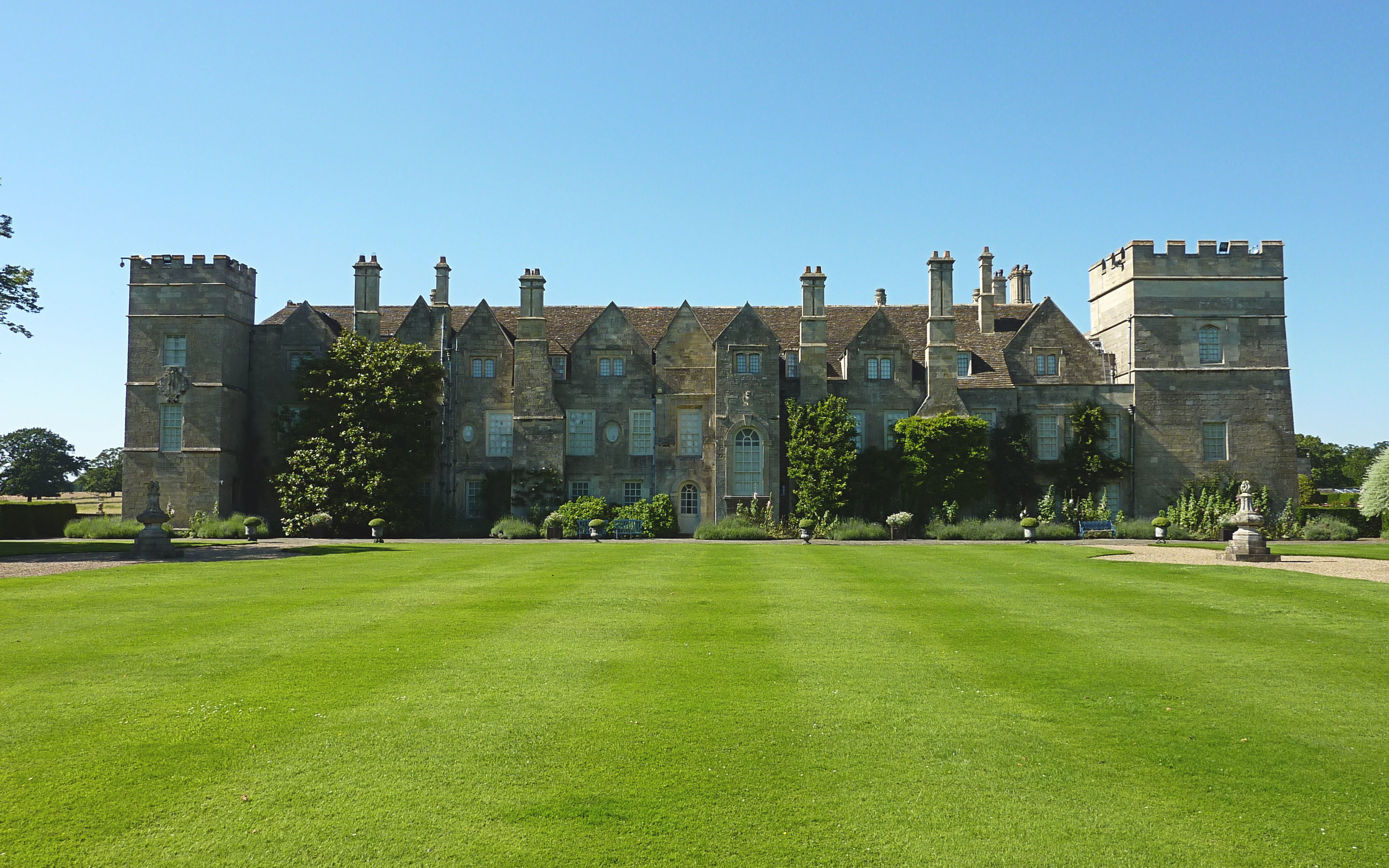
グリムスソープ城、2012年撮影。

第2代アンカスター＝ケスティーヴァン公爵ペレグリン・バーティー（英語: Peregrine Bertie, 2nd Duke of Ancaster and Kesteven、1686年4月29日 – 1742年1月1日）は、イギリスの貴族、政治家。1686年から1704年までペレグリン・バーティー閣下、1704年から1715年までウィロビー・ド・アーズビー男爵、1715年から1723年までリンジー侯爵の儀礼称号を使用した。

## 生涯
初代アンカスター＝ケスティーヴァン公爵ロバート・バーティーと1人目の妻メアリー（Mary、旧姓ウィン（Wynn）、1689年9月20日没、第4代準男爵サー・リチャード・ウィンの娘）の次男（長男ロバートは1704年に死去）として、1686年4月29日に生まれた。
1708年イギリス総選挙において、リンカンシャー選挙区で当選して庶民院議員になり、父がホイッグ党に転じたものの自身はトーリー党に留まった。以降1710年イギリス総選挙と1713年イギリス総選挙でも再選を果たしたが、1715年イギリス総選挙では出馬しなかった。同1715年3月16日、繰上勅書により父からウィロビー・ド・アーズビー男爵位を継承して貴族院議員になった。
1719年から1727年までジョージ1世の寝室侍従を務め、1723年7月26日には父の死去に伴いアンカスター＝ケスティーヴァン公爵の爵位とリンカンシャー統監と式部卿の職を継承した。同時にアーズビーとグリムスソープ城の領地も継承した。
1728年から1742年に死去するまでランカスター公領の地代収入役を務め、1734年から1742年に死去するまで北トレント巡回裁判官を務めた。1739年に創設された捨子養育院の初代総裁の1人でもあった。
1742年1月1日に死去、13日にエデナムで埋葬された。長男ペレグリンが爵位を継承した。

## 家族
1711年6月、ジェーン・ブラウンロー（Jane Brownlow、1736年8月26日没、第3代準男爵サー・ジョン・ブラウンローの娘）と結婚、3男4女をもうけた。
- ペレグリン（1714年 – 1778年8月12日） - 第3代アンカスター＝ケスティーヴァン公爵[1]
- アルベマール（1765年5月16日没） - 生涯未婚
- ブラウンロー（1729年5月1日 – 1809年2月8日） - 第5代アンカスター＝ケスティーヴァン公爵[1]
- メアリー（1774年5月23日没） - 1748年2月21日、サミュエル・グレートヘッド（Samuel Gretehead）と結婚、子供あり[5]
- アルビニア（Albinia、1754年2月12日没） - 1744年、フランシス・ベックフォード（Francis Beckford、ピーター・ベックフォードの息子）と結婚、子供なし[5]
- ジェーン（1793年8月21日没） - 1743年3月31日、エドワード・マシュー（英語版）と結婚、子供あり[5]
- キャロライン（1774年6月4日没） - 1753年6月12日、ジョージ・デウォー（George Dewar）と結婚、子供あり[5]